# Björngölen, Östergötland
Björngölen är en sjö i Kinda kommun i Östergötland och ingår i Motala ströms huvudavrinningsområde. Sjön har en area på 0,117 kvadratkilometer och ligger 145,5 meter över havet.

## Delavrinningsområde
Björngölen ingår i det delavrinningsområde (641788-148992) som SMHI kallar för Utloppet av Verveln. Medelhöjden är 165 meter över havet och ytan är 21,45 kvadratkilometer. Det finns ett avrinningsområde uppströms, och räknas det in blir den ackumulerade arean 34,61 kvadratkilometer. Vervelån som avvattnar avrinningsområdet har biflödesordning 3, vilket innebär att vattnet flödar genom totalt 3 vattendrag innan det når havet efter 196 kilometer. Avrinningsområdet består mestadels av skog (72 procent). Avrinningsområdet har 4,36 kvadratkilometer vattenytor vilket ger det en sjöprocent på 20,3 procent.